# Свердловская киностудия
Свердло́вская киносту́дия — советская, а позже российская киностудия в Екатеринбурге, была создана 9 февраля 1943 года. Всего на Киностудии снято более 200 художественных и 500 документальных картин, сотни научно-популярных фильмов, около 100 мультипликационных работ.

## История
Киностудия создана на основании приказа «Об организации в г. Свердловске киностудии художественных фильмов» от 9 февраля 1943 года. Изначально она разместилась во Дворце строителей (нынешний «Сити-центр»), построенном ещё в 1930-е гг. (в стиле конструктивизм). Просмотровый зал местного дворца культуры оборудовали под кинопавильон, и уже в 1944 году режиссёром Александром Ивановским был снят первый фильм по оперетте венгерского композитора Имре Кальмана — «Сильва» или «Королева чардаша».
Одновременно с момента открытия на киностудии заработала Школа актёрского мастерства, правда первый набор состоялся только через год, когда по распределению в Свердловск стали отправлять преподавателями выпускников творческих вузов.
Среди ранних фильмов наиболее известны:
- «Алмазы» (реж. Иван Правов, совместно с А. Олениным, 1947),
- «Страницы жизни» (реж. Александр Мачерет, совместно с Борисом Барнетом, 1948).

В августе 1948 года по приказу Министерства кинематографии СССР Свердловская киностудия художественных фильмов реорганизована в студию научно-популярных фильмов. В том же году к студии присоединена Новосибирская студия учебных фильмов, в 1951 году — Свердловская студия кинохроники.
В 1948—1956 годах студия выпускала только документальные, научно-популярные и учебные фильмы, заложив основы уральской школы документального кино.
На материале учебных и научно-популярных фильмов, созданных на Свердловской киностудии, обучали профессиям в вузах, ремесленных училищах, их для наглядности показывали на уроках в школах. Многие учебные фильмы свердловских кинематографистов использовали мультипликацию и технику комбинированной съемки. Первым крупным успехом уральских кинематографистов в научно-популярном кино в послевоенный период стал фильм «Соперники» режиссера Якова Задорожного, удостоенный Сталинской премии в 1950 году.
В 1956 году на студии возобновилось производство художественных фильмов. С 1958 года киностудия выпускает по два-три художественных фильма в год. Всенародное признание Свердловской киностудии вернули двухсерийный фильм о советском разведчике Николае Кузнецове «Сильные духом» режиссёра Виктора Георгиева, музыкальная комедия «Трембита», которую снял известный свердловский актёр и режиссёр Олег Николаевский и четырёхсерийная киносага «Угрюм-река», снятая Ярополком Лапшиным. Эти фильмы вышли в 1967 и 1968 году. В 1972 году на экраны телевизоров, а затем и кинотеатров выходит самый знаменитый фильм, снятый на Свердловской киностудии, — «Приваловские миллионы» по мотивам одноимённого романа Д. Н. Мамина-Сибиряка.
Широкую известность в 50-70-е годы получили документальные и научно-популярные фильмы, снятые на Свердловской киностудии режиссёрами Борисом Галантером и Александром Литвиновым, Леонидом Рымаренко и Львом Ефимовым, Борисом Урицким и Верой Волянской, Иосифом Богуславским.
В 1973 году на Свердловской киностудии появляется Объединение художественной мультипликации и на экраны страны начинают выходить мультипликационные фильмы, снятые по мотивам произведений П. П. Бажова и Д. Н. Мамина-Сибиряка. Первым мультипликационным фильмом Свердловской киностудии стал «Синюшкин колодец» режиссёра Валерия Фомина.
В 1998 году в первом здании киностудии разместился универмаг, а основное здание находится на соседней улице.
В 2021 году произошёл перезапуск кинопроизводства. С апреля 2021 года директором киностудии является Шадрин Виктор Аркадьевич.

## Руководство

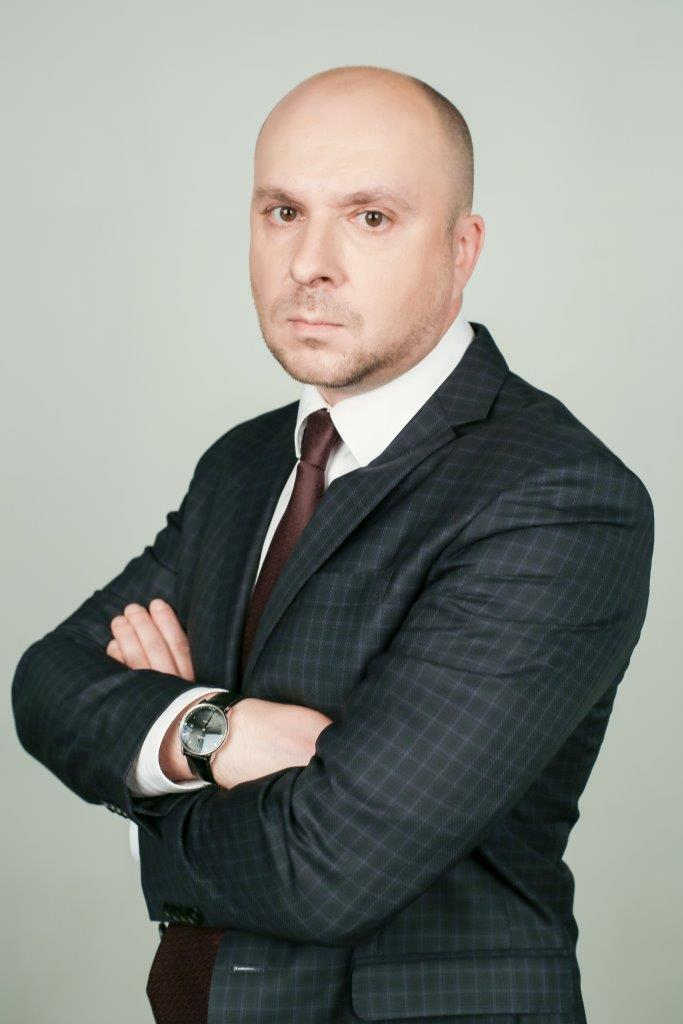
Директор Свердловской киностудии Виктор Шадрин

- 09.02.1943—1944, и. о. — Шитов Александр Сергеевич[8]
- 1944—1946 — Новицкий Г. В.
- 1946—1948 — Блиох Яков Моисеевич
- 21.08.1948 — 1950 — Мордохович Михаил Леонтьевич[9]
- Тургенева Галина Михайловна
- Шумилин А. Я.
- (1956—1959) — Пястолов В. А.
- 1961—? — Благих Александр Андреевич
- 1975—1987 — Асловский Юрий Александрович[10]
- 1987—1990 — Плотников Валерий Павлович
- 1990—1993 — Алексеев Геннадий Михайлович
- 1994—2003 — Негашев Георгий Александрович[11]
- 2003—2021 — Чурбанов Михаил Александрович
- 06.04.2021 — н.в. — Шадрин Виктор Аркадьевич[12]

## Документальное кино
Широкую известность в 1950—1970-е годы получили новаторские поиски в документальном и научно-популярном кино режиссёров:
- Александр Литвинов
- Леонид Рымаренко и Вера Волянская
- Борис Галантер и Борис Урицкий
- Иосиф Богуславский
  - «Пленительные образы», 1971
  - «Вступление», 1974
  - «Синее озеро», 1975
  - «Только любить», 1978
- Лев Ефимов
  - «Монолог о Байкале» (диплом Международного кинофестиваля в Ташкенте, 1975)
  - «Точка зрения» (приз X Всесоюзного кинофестиваля в Риге, 1977)
  - «Разбуженная земля», 1977
  - «Люди медвежьих углов», 1980 (диплом Международного кинофестиваля документальных фильмов в Лилле, Франция, 1982, диплом Всесоюзного кинофестиваля в Таллине, 1982, Диплом смотра. Минск, 1981, 2-я премия и диплом. Хабаровск, 1983)
- Игорь Персидский
  - «Суровая память» (диплом Всесоюзного кинофестиваля в Ленинграде, 1964, диплом Международного кинофестиваля в Лейпциге, 1964)
  - «Венсеремос»
  - «Вьетнамские встречи», 1976.

Успехи уральских кинодокументалистов в 1980—1990-е годы связаны с фильмами режиссёров:
- Борис Кустов
  - «Леший» (приз I Всесоюзного кинофестиваля неигрового кино «Россия», Свердловск, 1988)
  - «Новые сведения о конце света» (специальный приз жюри кинофестиваля «Россия», Екатеринбург, 1991; диплом Международного кинофестиваля в Берлине, 1992)
  - «Граница Европы» (I премия и приз жюри Международного кинофестиваля в Анкоридже, США, 1995) и др.
- Сергей Мирошниченко
- Геральд Дегальцев
  - «Кто косит ночью?» (главный приз кинофестиваля «Россия», Екатеринбург, 1991; приз Международного кинофестиваля в Кракове, 1991; приз Международного кинофестиваля в Мангейме, 1992)
- Владислав Тарик
  - «Тот, кто с песней» (приз I Всесоюзного кинофестиваля «Россия», Свердловск, 1988)
  - «Египтянин» (приз Всесоюзного кинофестиваля неигровых фильмов, Воронеж, 1990)
  - «Армагеддон» (специальный приз кинофестиваля «Россия», Екатеринбург, 1993) и др.
- Людмила Уланова
  - «Я ехала домой…» (Гран-при Международного кинофестиваля в Оберхаузене, 1992)

## Научно-популярное кино
Среди лучших работ научно-популярные и документальные кинофильмы режиссёров:
- А. Балуева
  - «Фуга» (приз за режиссуру на Всесоюзном кинофестивале неигровых фильмов, Волгодонск, 1989)
  - «Мы были дымом» (первый приз Открытого фестиваля «Россия», Екатеринбург, 1992; специальный приз жюри VI Международного кинофестиваля в г. Пярну, 1992)
- А. Морозова
  - «Мы были птицами», 1989
  - «Коллаж на паутине», 1990
- А. Стремякова
  - «Как спасти море», 1983
  - «Лаборатория -океан», 1986
  - «Дети Чарковского», 1989

## Художественное кино
Выпуск художественных фильмов на Свердловской киностудии возобновился в 1956 году. Среди лучших работ 1950—1970-х годов фильмы:
- «Во власти золота» (1957, реж. И. Правов; диплом Всесоюзного кинофестиваля в Киеве, 1959)
- «Самый медленный поезд» (1963, реж. В. Краснопольский и В. Усков; приз журнала «Советский экран» за режиссёрский дебют на Всесоюзном кинофестивале, 1964)
- «Сильные духом» (1967, реж. В. Георгиев; приз и диплом Всесоюзного кинофестиваля в Ленинграде, 1968)
- «Открытие» (1973, автор сценария Э. Тополь) и «В ночь лунного затмения» (1978, реж. Б. Халзанов)
- «Безымянная звезда» (1979, реж. М. Козаков)
- фильмы Я. Лапшина и О. Николаевского и др.

В 1965 году на студии работал Б. И. Романов.
На Свердловской киностудии сделали первые творческие шаги известные драматурги Г. Бокарев, Б. Васильев; режиссёры Ю. Карасик, В. Краснопольский и В. Усков. В конце 1960-х годов киностудия стала выпускать художественные фильмы для телевидения (всего их было создано вместе с сериалами свыше 30).
1980-е-1990-е годы отмечены появлением интересных художественных фильмов режиссёров:
- Ю. Соломина («Скандальное происшествие в Брикмилле», 1980)
- Г. Кузнецова («Найти и обезвредить», 1982; «Груз 300», 1990; «Житие Александра Невского», 1991)
- Н. Гусарова («Семён Дежнёв», 1983; «Лошади в океане», 1990; «Дикое поле», 1991; «Казачья быль», 1999)
- В. Кобзева («Золотая баба», 1986; «Сыщик Петербургской полиции», 1991)
- В. Хотиненко («Зеркало для героя», 1987; «Рой», 1990; «Макаров», 1993)
- В. Шамшурина («Серая мышь», 1988)
- В. Лаптева («Залив счастья», 1988, «Охота на единорога», 1990)
- Е. Васильева («Во бору брусника», 1989)
- В. Макеранца («Губернаторъ», 1991; «Ты есть…», 1993)
- В. Кольцова («Сам я — вятский уроженец», 1992).

Здесь сложилась школа операторского искусства. Среди лучших уральских кинооператоров: В. Кирбижеков, И. Лукшин, А. Лесников, Б. Шапиро, В. Макеранец, В. Голощапов, В. Осенников, Г. Майер, Р. Мещерягин, Г. Трубников, С. Гаврилов, В. Киреев, С. Погорелов, Р. Филатов и др.

## Мультипликационное кино
1973 год считается годом рождения уральской мультипликации. Галина Тургенева считается «родоначальницей» мультипликации на Свердловской киностудии. Она создала более десяти анимационных фильмов. «Дедушка Мазай и зайцы», «Белая бабочка», «Росомаха и лисица», «День рождения», «Ловись, рыбка!», «Мечта маленького ослика», «Ромка, Фомка и Артос» и др.
Объединение художественной мультипликации при Свердловской киностудии начало свою деятельность с создания кукольных фильмов по произведениям П. Бажова, Д. Мамина-Сибиряка. В 1980-е годы с приходом молодых художников-мультипликаторов в уральской мультипликации появилась философская глубина, индивидуальная авторская манера, оригинальность техники.
Мировую известность получили мультфильмы режиссёров:
- Алексея Караева
  - «Добро пожаловать!» (первый приз Международного кинофестиваля в Оттаве, Канада, 1988; Гран-при Международного кинофестиваля в Лос-Анджелесе, США, 1989)
  - «Жильцы старого дома» (Гран-при Международного кинофестиваля в Бурган-Бресс, Франция, 1989; первый приз Междунар. кинофестиваля в Оттаве, Канада, 1990)
- Владимира Петкевича
  - «Ночь» (приз «Серебряная пластина» Международного кинофестиваля в Чикаго, США, 1989)
  - «Как стать человеком» (приз «Золотой голубь» Международного кинофестиваля в Лейпциге, Германия, 1989; первый приз Международного кинофестиваля в Загребе, Югославия, 1990)
- Александра Петрова
  - «Корова» (номинация на приз «Оскар», США, 1990; Гран-при Международного кинофестиваля в Хиросиме, Япония, 1990; специальный приз Международного кинофестиваля в Брюсселе, Бельгия, 1990)
- Оксаны Черкасовой
  - «Дело прошлое» (приз Международного кинофестиваля в Киеве, Украина, 1991)
  - «Племянник кукушки» (первый приз Международного кинофестиваля в Дрездене, Германия, 1994; второй приз Международного кинофестиваля в Хиросиме, Япония, 1994)
- Сергея Айнутдинова
  - «Аменция» (первый приз Международного кинофестиваля в Тампере, Финляндия, 1991; первый приз Международного кинофестиваля в Исмаиле, Египет, 1991).

В 1993—1997 годах на киностудии выпускался киножурнал «Большой Урал», ставший преемником киножурнала «Сталинский Урал» и «Советский Урал». С 1997 года выпускается «Кинолетопись Урала». С 1993 года функционирует музей кино.
Истории Свердловской киностудии посвящён фильм «Такое разное уральское кино» (1993, реж. П. Фаттахутдинов).
В 2004 году ФГУП ТПО «Свердловская киностудия» было преобразовано в открытое акционерное общество «Свердловская киностудия», 100%-й акционерный капитал которого находится в собственности Российской Федерации. В 2012 году вышел художественный фильм «Золото» режиссёра Андрея Мармонтова по роману Мамина-Сибиряка «Дикое поле».
На данный момент на базе Свердловской киностудии работают четыре экскурсионные программы: «Студия звука», «Секреты киногрима», «История мультфильма», «Шоу костюмов и реквизита».
С 2013 проходит ежегодный форум молодых кинематографистов «Кинохакатон».

## Фильмы, созданные на Свердловской киностудии
- См: Список фильмов Свердловской киностудии
- См: Список мультфильмов Свердловской киностудии

## Кинофестивали, организованные при поддержке Свердловской киностудии
- 2013—2018 — Кинохакатон. Российский форум кино и креативной экономики
- 2015—2018 — Человек труда. Российский фестиваль кино и интернет-проектов
- 2015 — Русалфест. Фестиваль кино в промышленных городах

## Награды
- Благодарность Министра культуры Российской Федерации (28 августа 2003 года) — за плодотворную работу и в связи с 60-летним юбилеем[14]